# La Chapelle-du-Mont-du-Chat
La Chapelle-du-Mont-du-Chat är en kommun i departementet Savoie i regionen Auvergne-Rhône-Alpes i sydöstra Frankrike. Kommunen ligger i kantonen La Motte-Servolex som tillhör arrondissementet Chambéry. År 2022 hade La Chapelle-du-Mont-du-Chat 267 invånare.

## Befolkningsutveckling
Antalet invånare i kommunen La Chapelle-du-Mont-du-Chat
| Referens: INSEE |